# Палагин, Иван Архипович
Иван Архипович Палагин (21 января 1906 года, село Калиновка, Сигнахский уезд, Тифлисская губерния, Российская империя — 12 июня 1989 года, Лагодехи, Грузинская ССР) — звеньевой колхоза имени Калинина Лагодехского района, Грузинская ССР. Герой Социалистического Труда (1949).

## Биография
Родился в 1906 году в крестьянской семье в селе Калиновка Сигнахского уезда. С раннего возраста трудился в частном сельском хозяйстве. После коллективизации трудился рядовым колхозником в местном колхозе до призыва в Красную Армию по мобилизации в декабре 1941 года. Участвовал в Великой Отечественной войне. Воевал связистом взвода оптической разведки в составе 25-го гвардейского отдельного разведывательного артиллерийского Севастопольского дивизиона 43-й Армии. После демобилизации возвратился в родное село, где продолжил трудиться звеньевым в колхозе имени Калинина Лагодехского района.
В 1948 году звено под его руководством собрало в среднем с каждого гектара по 29,2 центнера листьев табака сорта «Трапезонд» с площади 3 гектара. Указом Президиума Верховного Совета СССР от 3 мая 1949 года удостоен звания Героя Социалистического Труда за «получение высоких урожаев кукурузы и табака в 1948 году» с вручением ордена Ленина и золотой медали «Серп и Молот» (№ 3502).
Этим же Указом званием Героя Социалистического Труда был награждён звеньевой колхоза имени Калинина Иван Лукьянович Гаркушин.
Проживал в родном селе Калиновка (сегодня — в городской черте Лагодехи). С 1968 года — персональный пенсионер союзного значения. Умер в июне 1989 года.
Награды
- Герой Социалистического Труда
- Орден Ленина
- Орден Отечественной войны 2 степени (11.03.1985)
- Медаль «За победу над Германией в Великой Отечественной войне 1941—1945 гг.» (09,05.1945)
- Медаль «За отвагу» (13.09.1944)